# Володжа (Лодзинське воєводство)
Володжа (пол. Wołodrza) — село в Польщі, у гміні Нові Острови Кутновського повіту Лодзинського воєводства.
Населення — 319 осіб (2011).
У 1975-1998 роках село належало до Плоцького воєводства.

## Демографія
Демографічна структура станом на 31 березня 2011 року:
|          | Загалом | Допрацездатний вік | Працездатний вік | Постпрацездатний вік |
| -------- | ------- | ------------------ | ---------------- | -------------------- |
| Чоловіки | 152     | 26                 | 109              | 17                   |
| Жінки    | 167     | 26                 | 99               | 42                   |
| Разом    | 319     | 52                 | 208              | 59                   |